# Myriam Bernstein-Cohen
Myriam Bernstein-Cohen, (Maria Iakovlevna Bernstein-Kogan, n. 1895, Chișinău, Imperiul Rus; d. 1991, Israel), a fost o actriță, regizoare, scriitoare și traducătoare israeliană, evreică din Basarabia, pionieră a teatrului ebraic de repertoriu în Palestina și apoi în Statul Israel, fiica lui Jacob Bernstein-Cohen.
Myriam Bernstein-Cohen s-a născut în 1895 la Chișinău într-o familie evreiască înstărită cu orientare sionistă. A trecut în copilăria ei prin pogromul de la Chișinău despre care ținea minte cum s-au spart toate geamurile casei ei. A învățat ebraica, rusa și germana (limba bunicii ei, originare din Lemberg-Livov) și în anul 1907 a emigrat cu familia în Palestina, care se afla pe atunci sub stăpânire otomană. În anii 1907-1910  tatăl ei, dr.Jacob Bernstein-Cohen a lucrat ca medic în noile așezări evreiești întemeiate de pionierii sioniști. Myriam a învățat în vremea aceea la gimnaziul ebraic „Herzliya” din Jaffa.  După trei ani, din cauza situației economice, familia sa s-a întors la Chișinău, unde Myriam a învățat la un liceu german. În continuare a studiat medicina la Institutul de medicină pentru femei al Societății medicale din Harkov. Zeev Jabotinski, care era prieten al familiei, i-a remarcat talentul și a sfătuit-o să învețe actoria, așa că ea s-a înscris la cursuri serale de teatru la Școala de dramă a lui Paul Elin și după trei ani a început deja să joace la studioul de teatru Sinelnikov. În perioada războiului civil, când trata răniți ca infirmieră, și fusese recrutată în Armata Roșie în combaterea epidemiei de tifos exantematic, a hotărât să abandoneze medicina și să se dedice teatrului. A fost eliberată din serviciul militar cu ajutorul regizorului Konstantin Mardjanov, pentru a continua studiile de teatru. S-a mutat întâi la Kiev și după aceea la Moscova, unde a învățat cu cei mai buni profesori de teatru, printre care Konstantin Stanislavski și Vladimir Nemirovici-Dancenko.
Paralel cu studiile, Myriam Bernstein-Cohen juca pe scenele ruse. Nahum Tzemah, directorul teatrului ebraic Habima (care funcționa pe o scenă a Teatrului artistic din Moscova) a încercat s-o convingă să se alăture colectivului lor, dar Myriam a refuzat și a continuat o vreme activitatea actoricească în teatrele de limba rusă, ca, de pildă, pe scena Palatului Revoluției din Octombrie. În 1921, totuși, s-a hotărât să plece, prin Italia, în Palestina.